# Atracis pruinosa
Atracis pruinosa är en insektsart som först beskrevs av Walker 1858.  Atracis pruinosa ingår i släktet Atracis och familjen Flatidae. Inga underarter finns listade i Catalogue of Life.